# Hugh Dancy
Hugh Michael Horace Dancy (født 19. juni 1975) er en engelsk skuespiller og model.

## Tidlige liv
Dancy blev født i Stoke-on-Trent, Staffordshire, og opvoksede i Newcastle-under-Lyme. Hans mor, Sarah Ann (født Birley), arbejder i akademiske udgivelser. Hans far er filosofiprofessor Jonathan Peter Dancy, der underviser på University of Reading og ved University of Texas i Austin. Han er den ældste af tre børn, efterfulgt af bror John (Jack) Christopher Dancy (født 25. maj 1977), co-leder af rejseselskabet Trufflepig Travel, og søster Katharine Sarah Redman (født 5. marts 1980), der arbejder på EFA Global Monitoring Report, UNESCO. 
Fra en alder af 5 til 10 år, blev Dancy uddannet på Edenhurst forskole i Newcastle-under-Lyme. I en alder af 10 år, gik Dancy på kostskole ved Dragon School i Oxford, så fra en alder af 13 på Winchester College. Som 18-årig, spillede Dancy med i Winchester Colleges produktion af Helligtrekongersaften, som blev udført i både Winchester og på Minack Theatre i Cornwall. Han fortsatte med at studere engelsk på St Peter's College, Oxford.

## Personlige liv
Hans tidligere kæreste var den engelske Annie Morris.